# Cambarus hubbsi
Cambarus hubbsi är en kräftdjursart som beskrevs av Creaser 1931. Cambarus hubbsi ingår i släktet Cambarus och familjen Cambaridae. IUCN kategoriserar arten globalt som livskraftig. Inga underarter finns listade i Catalogue of Life.